# Günter Heinz
Günter Heinz (* 1954 in Zeitz) ist ein Posaunist (Alt- und Tenor-Posaune), Flötist der neuen Improvisationsmusik und Komponist (hauptsächlich) elektroakustischer Musik.

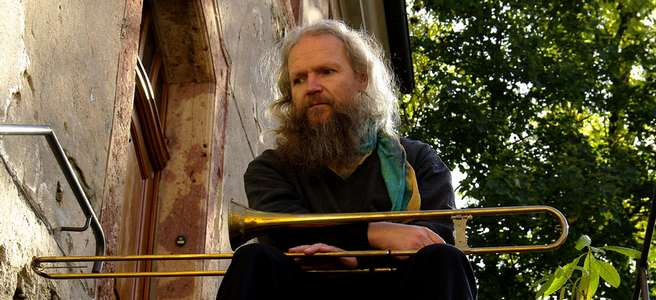
Günter Heinz, Foto: Hans-Joachim Maquet

## Wirken
Günter Heinz studierte Mathematik in Halle, dann Musik in Dresden und Berlin. Zunächst war er als Mathematiker an verschiedene Universitäten tätig, 1983 promovierte er in diesem Fach. Seit 1987 arbeitet er freiberuflich als Musiker und wirkte an der Uraufführung zahlreicher zeitgenössischer Kompositionen mit, spielte Konzerte mit improvisierter Musik sowie Rundfunk- und CD-Einspielungen in Deutschland (organic music, phonector), Schweiz (For4Ears) und USA (ALEA).
1989 gründete Günter Heinz seine erste (frei improvisierende) Gruppe, das Günter-Heinz-Quartett, mit Jürgen Kupke, Jürgen Kurz und Gottfried Röszler. Die Aufnahme vom 9. November 1989, einem Konzert im Filmtheater Babylon (in der Stunde des Mauerfalls und das nur wenige 100 Meter entfernt) wurde vom Label Bad Alchemy publiziert.
1990 gründete er mit Wilfried Staufenbiel und Gottfried Röszler die Gruppe alea, mit der er Kompositionen aus dem Umfeld von John Cage sowie eigene Stücke spielte. Prägend für seine weitere musikalische Orientierung waren persönliche Begegnungen mit John Cage und Christian Wolff, etwas später auch mit Vinko Globokar, sowie mit dem kanadischen Performer und Komponisten Malcolm Goldstein, der mehrere Konzerte als Gast mit alea spielte.
1992/93 war er Gastkomponist am Elektronischen Studio der Musik-Akademie der Stadt Basel. Außerdem arbeitete er mit dem Kammerensemble Neue Musik Berlin, Neue Horizonte Bern und SEM-Ensemble New York zusammen. Seine Kompositionen wurden aufgeführt u. a. in Berlin, Moskau, Madrid und USA; außerdem hatte Heinz Lehraufträge in Malta und Sardinien. 2007 trat er mit Max E. Keller (Klavier) und Jacques Widmer (Schlagzeug) beim Festival Frei improvisierte Musik in Dresden, im gleichen Jahr auf dem Cute Music Festival für frei improvisierte Musik in Bremen mit dem Schlagzeuger Kace Kaufmann und der Tänzerin Iris Sputh auf.
Im Bereich des freien Jazz spielte er u. a. mit Bernd Köppen, Kent Carter, Bill Elgart, Michael Lythel, Agustí Fernández, Pavel Fajt, Liz Allbee und George Cremaschi, mit den Dresdner Musikern Hartmut Dorschner, Matthias Macht, Andreas „Scotty“ Böttcher und Günter „Baby“ Sommer, der Gruppe Improfon mit Agnes Ponizil, Sabine Grüner und Jörg Ritter, der Neuen Dresdner Kammermusik sowie dem Sächsischen Improvisations Ensemble. Seit 2000 arbeitet er im Trio mit dem belgischen Pianisten Fred Van Hove und dem US-amerikanischen Schlagzeuger Lou Grassi, 2007 im Duo mit dem Pianisten Veryan Weston. Mit dem Schlagzeuger Ernst Bier bildet er das Duo DrumBone.
Er ist künstlerischer Leiter des Festivals Frei Improvisierter Musik in der Blauen Fabrik Dresden, das er 1992 in Berlin gründete. Auf dem Album Live in Wuppertal spielte Günter Heinz im frei improvisierten Duo- bzw. Trio mit dem Schlagzeuger Lou Grassi und dem Gitarristen Peter A. Worringer. Im Jahr 2002 spielte er im Duo mit dem französischen Bass-Posaunisten Thierry Madiot. 2003 veröffentlichte er das Album Trombone on M.A.R.S. mit der Formation European Powerbook Ensemble; das Powerbook Ensemble (aus den Elektronikern Jochen Bohnes und Wolfgang Heininger) nutzt dabei das italienische System M.A.R.S. (Musical Acoustic Research System), koppelt es mit Macintosh Powerbooks und ermöglicht so Klangtransformationen in Echtzeit.
Im Peter-Segler-Verlag erschien 2011 die Buch/CD-Produktion „Günter Heinz“ mit Fotografien von Hans-Joachim Maquet sowie Beiträgen von Mathias Bäumel, Ildefonso Rodriguez und Peter Segler. Die CD präsentiert bislang unveröffentlichte Ausschnitte von Konzerten in der Kirche zu Kleinwaltersdorf (Sachsen), die von 2008 bis 2010 entstanden, mit Lou Grassi, Bill Elgart, George Cremaschi, Pavel Fajt und Sanford Hinderlie.

## The Wetware Trombone
Günter Heinz verwendet diesen Begriff seit seinem Aufenthalt 1992/93 als Gastkomponist der Musik-Akademie der Stadt Basel. Es charakterisiert seinen besonderen Stil des Posaunenspiels, das sowohl Kantilenen als auch viele von ihm entwickelte Geräuschflächen beinhaltet, bis hin zur Verwendung von elektronischen Klangtransformationen.
1995 erschien beim Schweizer Label FOR4EARS seine erste Solo-CD mit dem Titel The Wetware Trombone : Windharp (bei 3 Stücken spielt Jason Kahn Schlagzeug). 1998 war Günter Heinz mit The Wetware Trombone deutscher Vertreter beim 1. Computermusik-Festival in Malta. Seitdem arbeitet er an seinem Konzept weiter, häufig mit anderen Elektronik-Komponisten-Musikern wie Thomas Kessler, Jochen Bohnes, Wolfgang Heiniger, Gunnar Kristinsson, Günter Müller, Art Clay, Heribert Dorsch, Andre Bartetzki, Eric Ross, sowie dem Medienkünstler Jo Siamon Salich und dem Tänzer Frank van de Ven.